# Evelise Veiga
Evelise Maria Tavares da Veiga (* 3. März 1996 in Praia) ist eine portugiesische Weit- und Dreispringerin aus Kap Verde.

## Sportliche Laufbahn
Erste internationale Erfahrungen sammelte Evelise Veiga 2013 bei den Jugendweltmeisterschaften in Donezk, bei denen sie mit 5,63 m in der Weitsprungqualifikation ausschied. Im Jahr darauf siegte sie bei den Jogos da Lusofonia 2014 in Goa mit 5,86 m. 2015 erreichte sie bei den Junioreneuropameisterschaften in Eskilstuna mit 6,02 m Rang neun im Weitsprung und wurde mit 12,61 m Zehnte im Dreisprung. 2016 erreichte sie bei den U23-Mittelmeerspielen in Tunis mit einer Weite von 5,95 m Rang fünf. Im Jahr darauf klassierte sie sich bei den U23-Europameisterschaften in Bromberg mit 6,43 m auf dem fünften Platz und wurde im Dreisprung mit 13,00 m Zwölfte. 2018 siegte sie mit 6,26 m bei den U23-Mittelmeerspielen in Jesolo und gewann im Dreisprung mit 13,65 m die Silbermedaille. Im Weitsprung qualifizierte sie sich zudem für die Europameisterschaften in Berlin, bei denen sie mit einem Sprung auf 6,47 m den achten Platz belegte. Zuvor wurde sie bei den Mittelmeerspielen in Tarragona mit 6,61 m Fünfte. 2019 gewann sie bei der Sommer-Universiade in Neapel mit 6,61 m die Silbermedaille hinter der Ukrainerin Maryna Bech-Romantschuk sowie mit 13,81 m auch im Dreisprung hinter der Ukrainerin Olha Korsun. Im Dreisprungbewerb wurde die Ukrainerin aber nachträglich des Dopings überführt und daher die Goldmedaille Veiga zugesprochen. Anfang Oktober schied sie dann bei den Weltmeisterschaften in Doha mit 13,89 m in der Dreisprungqualifikation aus. 2021 nahm sie dann im Dreisprung an den Olympischen Spielen in Tokio teil, verpasste dort aber mit 13,93 m den Finaleinzug.
2022 gewann sie bei den Ibero-Amerikanischen Meisterschaften in La Nucia mit 6,55 m die Silbermedaille im Weitsprung hinter der Spanierin Fátima Diame und belegte im Dreisprung mit 13,50 m den fünften Platz. Anschließend sicherte sie sich bei den Mittelmeerspielen in Oran mit 6,54 m die Bronzemedaille hinter der Serbin Milica Gardašević und Esraa Owis aus Ägypten und gelangte im Dreisprung mit 13,31 m auf Rang sechs. Im Juli startete sie im Weitsprung bei den Weltmeisterschaften in Eugene und verpasste dort mit 6,54 m den Finaleinzug, ehe sie auch bei den Europameisterschaften in München mit 6,17 m den Finaleinzug verpasste. Im Jahr darauf gelangte sie bei den Halleneuropameisterschaften in Istanbul mit 6,36 m auf Rang acht im Weitsprung. Im Juni wurde sie bei der 1. Liga der Team-Europameisterschaft im Rahmen der Europaspiele in Chorzów mit 12,80 m Zwölfte im Dreisprung. 2024 brachte sie bei den Europameisterschaften in Rom in der Qualifikationsrunde im Weitsprung keinen gültigen Versuch zustande.
In den Jahren von 2016 bis 2022 wurde Veiga portugiesische Meisterin im Weitsprung im Freien sowie 2013 und von 2017 bis 2019 sowie von 2021 bis 2023 auch in der Halle.

## Persönliche Bestleistungen
- Weitsprung: 6,74 m (+0,8 m/s), 16. Juni 2022 in Castellón de la Plana
- Dreisprung: 14,32 m (+0,6 m/s), 29. Mai 2019 in Maia